# Meziplanetární hmota
Meziplanetární hmota je občas používaný pojem pro tělesa sluneční soustavy, která se nacházejí v prostoru mezi planetami. Zahrnuje malá tělesa sluneční soustavy, drobné meteoroidy a kosmický prach.

## Přehled
Do meziplanetární hmoty se obvykle zahrnují tato tělesa
| Tělesa                          | Průměr (obvyklé rozmezí) |
| ------------------------------- | ------------------------ |
| Planetky1)                      | 100 m – 1000 km          |
| Komety                          | 100 m – 100 km           |
| Meteoroidy                      | 1 mm – 100 m             |
| Kosmický (meziplanetární) prach | pod 1 mm                 |

Poznámky1) včetně objektů ve vnější sluneční soustavě (za drahou Jupitera), pokud nejsou počítány mezi trpasličí planety
K meziplanetární hmotě se nepočítá
- Slunce
- planety a trpasličí planety
- jejich měsíce
- sluneční vítr, kosmické záření a další látky v jiném než pevném skupenství
- umělá tělesa (družice) a jejich zbytky

## Terminologie
Z uvedené tabulky je vidět, že meziplanetární hmota zahrnuje tělesa naprosto rozdílných velikostí a tedy i vlastností. Proto se tento pojem používá spíše k označování oblasti práce astronomů než k souhrnnému popisu zkoumaných těles (např. jedno ze světově nejznámějších oddělení Astronomického ústavu v Ondřejově je oddělení meziplanetární hmoty).
V anglosaské literatuře se odpovídající pojem interplanetary matter používá zřídka. Často se používá pojem interplanetary medium, který však neodpovídá pojmu meziplanetární hmota, i když se tak občas překládá. Jeho správný český ekvivalent je meziplanetární médium.